# Potentilla thurberi
Potentilla thurberi là loài thực vật có hoa trong họ Hoa hồng. Loài này được A. Gray miêu tả khoa học đầu tiên năm 1854.